# 11730 Yanhua
11730 Yanhua è un asteroide della fascia principale. Scoperto nel 1998, presenta un'orbita caratterizzata da un semiasse maggiore pari a 2,4056916 UA e da un'eccentricità di 0,0685392, inclinata di 4,24121° rispetto all'eclittica.